# Noamundi
Noamundi is een census town in het district Pashchimi Singhbhum van de Indiase staat Jharkhand. 

## Demografie
Volgens de Indiase volkstelling van 2001 wonen er 16228 mensen in Noamundi, waarvan 52% mannelijk en 48% vrouwelijk is. De plaats heeft een alfabetiseringsgraad van 63%. 